# Modestas Vorobjovas
Modestas Vorobjovas (Vilnius, 30 dicembre 1995) è un calciatore lituano, centrocampista dell'İstanbulspor e della nazionale lituana.

## Carriera

### Club
Inizia a giocare a calcio nelle giovanili del Šiauliai, che nel 2013 lo aggrega alla prima squadra. Nel 2016 cambia casacca, accordandosi con il Trakai. Il 23 gennaio 2019 viene ingaggiato dallo Žalgiris. Il 3 gennaio 2021 si trasferisce all'UTA Arad, formazione impegnata nel campionato rumeno. Il 18 giugno 2022 si accorda a parametro zero con il Chindia Târgoviște. Il 30 luglio 2023 si trasferisce all'İstanbulspor, nel campionato turco.

### Nazionale
Nel 2013 ha disputato due incontri con la selezione Under-19. Esordisce in nazionale il 24 marzo 2018 contro la Georgia in amichevole, subentrando nella ripresa al posto di Artūras Žulpa.

## Statistiche

### Presenze e reti nei club
Statistiche aggiornate al 1º settembre 2024.
| Stagione            | Squadra             | Campionato          | Campionato | Campionato | Coppe nazionali | Coppe nazionali | Coppe nazionali | Coppe continentali | Coppe continentali | Coppe continentali | Altre coppe | Altre coppe | Altre coppe | Totale | Totale |
| Stagione            | Squadra             | Comp                | Pres       | Reti       | Comp            | Pres            | Reti            | Comp               | Pres               | Reti               | Comp        | Pres        | Reti        | Pres   | Reti   |
| ------------------- | ------------------- | ------------------- | ---------- | ---------- | --------------- | --------------- | --------------- | ------------------ | ------------------ | ------------------ | ----------- | ----------- | ----------- | ------ | ------ |
| 2013                | Šiauliai            | A                   | 21         | 0          | CL              | 0               | 0               | -                  | -                  | -                  | -           | -           | -           | 21     | 0      |
| 2014                | Šiauliai            | A                   | 25         | 0          | CL              | 0               | 0               | -                  | -                  | -                  | -           | -           | -           | 25     | 0      |
| 2015                | Šiauliai            | A                   | 17         | 0          | CL              | 1               | 0               | -                  | -                  | -                  | -           | -           | -           | 18     | 0      |
| Totale Šiauliai     | Totale Šiauliai     | Totale Šiauliai     | 63         | 0          |                 | 1               | 0               |                    | -                  | -                  |             | -           | -           | 64     | 0      |
| 2016                | Trakai              | A                   | 27         | 0          | CL              | 3               | 0               | UEL                | 2                  | 0                  | -           | -           | -           | 32     | 0      |
| 2017                | Trakai              | A                   | 26         | 2          | CL              | 2               | 0               | UEL                | 6                  | 0                  | SL          | 1           | 0           | 35     | 2      |
| 2018                | Trakai              | A                   | 24         | 2          | CL              | 0               | 0               | UEL                | 4                  | 0                  | -           | -           | -           | 28     | 2      |
| Totale Trakai       | Totale Trakai       | Totale Trakai       | 77         | 4          |                 | 5               | 0               |                    | 12                 | 0                  |             | 1           | 0           | 95     | 4      |
| 2019                | Žalgiris            | A                   | 28         | 0          | CL              | 3               | 0               | UEL                | 2                  | 0                  | SL          | 1           | 0           | 34     | 0      |
| 2020                | Žalgiris            | A                   | 16         | 1          | CL              | 3               | 0               | UEL                | 2                  | 0                  | SL          | 1           | 0           | 22     | 1      |
| Totale Žalgiris     | Totale Žalgiris     | Totale Žalgiris     | 44         | 1          |                 | 6               | 0               |                    | 4                  | 0                  |             | 2           | 0           | 56     | 1      |
| gen.-giu. 2021      | UTA Arad            | L1                  | 14+9       | 0          | CR              | 1               | 0               | -                  | -                  | -                  | -           | -           | -           | 24     | 0      |
| 2021-2022           | UTA Arad            | L1                  | 21+9       | 0+3        | CR              | 1               | 0               | -                  | -                  | -                  | -           | -           | -           | 31     | 3      |
| Totale UTA Arad     | Totale UTA Arad     | Totale UTA Arad     | 53         | 3          |                 | 2               | 0               |                    | -                  | -                  |             | -           | -           | 55     | 3      |
| 2022-2023           | Chindia Târgoviște  | L1                  | 25+8       | 0          | CR              | 2               | 1               | -                  | -                  | -                  | -           | -           | -           | 35     | 1      |
| 2023-2024           | İstanbulspor        | SL                  | 28         | 1          | TK              | 1               | 0               | -                  | -                  | -                  | -           | -           | -           | 29     | 1      |
| 2024-2025           | İstanbulspor        | 1L                  | 4          | 0          | TK              | 0               | 0               | -                  | -                  | -                  | -           | -           | -           | 4      | 0      |
| Totale İstanbulspor | Totale İstanbulspor | Totale İstanbulspor | 32         | 1          |                 | 1               | 0               |                    | -                  | -                  |             | -           | -           | 33     | 1      |
| Totale carriera     | Totale carriera     | Totale carriera     | 302        | 9          |                 | 17              | 1               |                    | 16                 | 0                  |             | 3           | 0           | 338    | 10     |

### Cronologia presenze e reti in nazionale
| Cronologia completa delle presenze e delle reti in nazionale ― Lituania | Cronologia completa delle presenze e delle reti in nazionale ― Lituania | Cronologia completa delle presenze e delle reti in nazionale ― Lituania | Cronologia completa delle presenze e delle reti in nazionale ― Lituania | Cronologia completa delle presenze e delle reti in nazionale ― Lituania | Cronologia completa delle presenze e delle reti in nazionale ― Lituania | Cronologia completa delle presenze e delle reti in nazionale ― Lituania | Cronologia completa delle presenze e delle reti in nazionale ― Lituania |
| Data                                                                    | Città                                                                   | In casa                                                                 | Risultato                                                               | Ospiti                                                                  | Competizione                                                            | Reti                                                                    | Note                                                                    |
| ----------------------------------------------------------------------- | ----------------------------------------------------------------------- | ----------------------------------------------------------------------- | ----------------------------------------------------------------------- | ----------------------------------------------------------------------- | ----------------------------------------------------------------------- | ----------------------------------------------------------------------- | ----------------------------------------------------------------------- |
| 24-3-2018                                                               | Tbilisi                                                                 | Georgia                                                                 | 4 – 0                                                                   | Lituania                                                                | Amichevole                                                              | -                                                                       | 46’                                                                     |
| 27-3-2018                                                               | Erevan                                                                  | Armenia                                                                 | 0 – 1                                                                   | Lituania                                                                | Amichevole                                                              | -                                                                       | 90+4’                                                                   |
| 5-6-2018                                                                | Vilnius                                                                 | Lituania                                                                | 1 – 1                                                                   | Lettonia                                                                | Coppa del Baltico 2018                                                  | -                                                                       | 58’                                                                     |
| 8-6-2018                                                                | Mosca                                                                   | Lituania                                                                | 0 – 1                                                                   | Iran                                                                    | Amichevole                                                              | -                                                                       | 46’                                                                     |
| 12-6-2018                                                               | Varsavia                                                                | Polonia                                                                 | 4 – 0                                                                   | Lituania                                                                | Amichevole                                                              | -                                                                       |                                                                         |
| 7-9-2018                                                                | Vilnius                                                                 | Lituania                                                                | 0 – 1                                                                   | Serbia                                                                  | UEFA Nations League 2018-2019 - 1º turno                                | -                                                                       | 46’                                                                     |
| 10-9-2018                                                               | Podgorica                                                               | Montenegro                                                              | 2 – 0                                                                   | Lituania                                                                | UEFA Nations League 2018-2019 - 1º turno                                | -                                                                       | 79’                                                                     |
| 11-10-2018                                                              | Vilnius                                                                 | Lituania                                                                | 1 – 2                                                                   | Romania                                                                 | UEFA Nations League 2020-2021 - 1º turno                                | -                                                                       | 63’                                                                     |
| 14-10-2018                                                              | Vilnius                                                                 | Lituania                                                                | 1 – 4                                                                   | Montenegro                                                              | UEFA Nations League 2020-2021 - 1º turno                                | -                                                                       | 46’                                                                     |
| 17-11-2018                                                              | Ploiești                                                                | Romania                                                                 | 3 – 0                                                                   | Lituania                                                                | UEFA Nations League 2018-2019 - 1º turno                                | -                                                                       |                                                                         |
| 20-11-2018                                                              | Belgrado                                                                | Serbia                                                                  | 4 – 1                                                                   | Lituania                                                                | UEFA Nations League 2018-2019 - 1º turno                                | -                                                                       | 69’                                                                     |
| 25-3-2019                                                               | Baku                                                                    | Azerbaigian                                                             | 0 – 0                                                                   | Lituania                                                                | Amichevole                                                              | -                                                                       | 36’                                                                     |
| 7-6-2019                                                                | Vilnius                                                                 | Lituania                                                                | 1 – 1                                                                   | Lussemburgo                                                             | Qual. Euro 2020                                                         | -                                                                       | 57’, 90’                                                                |
| 7-9-2019                                                                | Vilnius                                                                 | Lituania                                                                | 0 – 3                                                                   | Ucraina                                                                 | Qual. Euro 2020                                                         | -                                                                       |                                                                         |
| 10-9-2019                                                               | Vilnius                                                                 | Lituania                                                                | 1 – 5                                                                   | Portogallo                                                              | Qual. Euro 2020                                                         | -                                                                       |                                                                         |
| 11-10-2019                                                              | Charkiv                                                                 | Ucraina                                                                 | 2 – 0                                                                   | Lituania                                                                | Qual. Euro 2020                                                         | -                                                                       |                                                                         |
| 14-10-2019                                                              | Vilnius                                                                 | Lituania                                                                | 1 – 2                                                                   | Serbia                                                                  | Qual. Euro 2020                                                         | -                                                                       |                                                                         |
| 4-9-2020                                                                | Vilnius                                                                 | Lituania                                                                | 0 – 2                                                                   | Kazakistan                                                              | UEFA Nations League 2020-2021 - 1º turno                                | -                                                                       |                                                                         |
| 7-9-2020                                                                | Tirana                                                                  | Albania                                                                 | 0 – 1                                                                   | Lituania                                                                | UEFA Nations League 2020-2021 - 1º turno                                | -                                                                       | 65’                                                                     |
| 7-10-2020                                                               | Tallinn                                                                 | Estonia                                                                 | 1 – 3                                                                   | Lituania                                                                | Amichevole                                                              | -                                                                       |                                                                         |
| 11-10-2020                                                              | Vilnius                                                                 | Lituania                                                                | 2 – 2                                                                   | Bielorussia                                                             | UEFA Nations League 2020-2021 - 1º turno                                | -                                                                       | 90’                                                                     |
| 18-11-2020                                                              | Almaty                                                                  | Kazakistan                                                              | 1 – 2                                                                   | Lituania                                                                | UEFA Nations League 2020-2021 - 1º turno                                | 1                                                                       |                                                                         |
| 22-9-2022                                                               | Vilnius                                                                 | Lituania                                                                | 1 – 1                                                                   | Fær Øer                                                                 | UEFA Nations League 2022-2023 - 1º turno                                | -                                                                       | 46’                                                                     |
| 25-9-2022                                                               | Lussemburgo                                                             | Lussemburgo                                                             | 1 – 0                                                                   | Lituania                                                                | UEFA Nations League 2022-2023 - 1º turno                                | -                                                                       |                                                                         |
| 16-11-2022                                                              | Kaunas                                                                  | Lituania                                                                | 0 – 0 (5 – 6 dtr)                                                       | Islanda                                                                 | Coppa del Baltico 2022                                                  | -                                                                       |                                                                         |
| 19-11-2022                                                              | Tallinn                                                                 | Estonia                                                                 | 2 – 0                                                                   | Lituania                                                                | Coppa del Baltico 2022                                                  | -                                                                       |                                                                         |
| 17-6-2023                                                               | Kaunas                                                                  | Lituania                                                                | 1 – 1                                                                   | Bulgaria                                                                | Qual. Euro 2024                                                         | -                                                                       |                                                                         |
| 20-6-2023                                                               | Budapest                                                                | Ungheria                                                                | 2 – 0                                                                   | Lituania                                                                | Qual. Euro 2024                                                         | -                                                                       | 46’                                                                     |
| 14-10-2023                                                              | Sofia                                                                   | Bulgaria                                                                | 0 – 2                                                                   | Lituania                                                                | Qual. Euro 2024                                                         | -                                                                       |                                                                         |
| 17-10-2023                                                              | Kaunas                                                                  | Lituania                                                                | 2 – 2                                                                   | Ungheria                                                                | Qual. Euro 2024                                                         | -                                                                       |                                                                         |
| 16-11-2023                                                              | Podgorica                                                               | Montenegro                                                              | 2 – 0                                                                   | Lituania                                                                | Qual. Euro 2024                                                         | -                                                                       | 40’ 63’                                                                 |
| 19-11-2023                                                              | Limassol                                                                | Cipro                                                                   | 1 – 0                                                                   | Lituania                                                                | Amichevole                                                              | -                                                                       | 46’                                                                     |
| 8-6-2024                                                                | Liepāja                                                                 | Lettonia                                                                | 0 – 2                                                                   | Lituania                                                                | Coppa del Baltico 2024                                                  | -                                                                       | 76’                                                                     |
| 11-6-2024                                                               | Kaunas                                                                  | Lituania                                                                | 1 – 1 (3 – 4 dtr)                                                       | Estonia                                                                 | Coppa del Baltico 2024                                                  | -                                                                       | 90’                                                                     |
| 6-9-2024                                                                | Marijampolė                                                             | Lituania                                                                | 0 – 1                                                                   | Cipro                                                                   | UEFA Nations League 2024-2025 - 1º turno                                | -                                                                       | 86’                                                                     |
| 9-9-2024                                                                | Bucarest                                                                | Romania                                                                 | 3 – 1                                                                   | Lituania                                                                | UEFA Nations League 2024-2025 - 1º turno                                | -                                                                       | 75’                                                                     |
| 12-10-2024                                                              | Kaunas                                                                  | Lituania                                                                | 1 – 2                                                                   | Kosovo                                                                  | UEFA Nations League 2024-2025 - 1º turno                                | -                                                                       | 59’                                                                     |
| 15-10-2024                                                              | Kaunas                                                                  | Lituania                                                                | 1 – 2                                                                   | Romania                                                                 | UEFA Nations League 2024-2025 - 1º turno                                | -                                                                       | 80’                                                                     |
| 15-11-2024                                                              | Larnaca                                                                 | Cipro                                                                   | 2 – 1                                                                   | Lituania                                                                | UEFA Nations League 2024-2025 - 1º turno                                | -                                                                       | 60’                                                                     |
| 18-11-2024                                                              | Pristina                                                                | Kosovo                                                                  | 1 – 0                                                                   | Lituania                                                                | UEFA Nations League 2024-2025 - 1º turno                                | -                                                                       | 80’                                                                     |
| 7-6-2025                                                                | Ta' Qali                                                                | Malta                                                                   | 0 – 0                                                                   | Lituania                                                                | Qual. Mondiali 2026                                                     | -                                                                       | 70’                                                                     |
| 10-6-2025                                                               | Odense                                                                  | Danimarca                                                               | 5 – 0                                                                   | Lituania                                                                | Amichevole                                                              | -                                                                       |                                                                         |
| Totale                                                                  |                                                                         | Presenze                                                                | 42                                                                      |                                                                         | Reti                                                                    | 1                                                                       |                                                                         |

## Palmarès

### Club

#### Competizioni nazionali
- Campionato lituano: 1

Žalgiris: 2020
- Supercoppa di Lituania: 1

Žalgiris: 2020